# Хованский, Пётр Иванович
Князь Пётр Иванович Большой Хованский (1642 — 1716) — воевода и боярин во времена правления Алексея Михайловича, Фёдора Алексеевича, Ивана V Алексеевича и Петра I Алексеевича.
Из княжеского рода Хованских, Гедеминович. Сын князя Ивана Андреевича Тараруя Хованского.

## Биография
Участник русско-польской войны 1654—1667 годов, где сражался под командованием своего отца. В июне 1660 года в битве под Полонкой был ранен. Осенью 1661 года в новой битве с польско-литовской армией под Кушликами взят в плен, откуда был выкуплен в сентябре 1662 года. В октябре 1663 года рында в белом платье при представлении государю кизилбашских купцов и курляндского гонца. В 1664 году назначен товарищем (заместителем) своего отца находившегося на воеводстве в Пскове. В конце 1674 года отправлен первым воеводой на Дон, где провёл два года. В 1678 году сперва отправлен на воеводство в Курск, а оттуда в Архангельск. В 1680—1681 годах назначен воеводой в Курск.
В июне 1682 года на третий день коронации царей Ивана V и Петра I Алексеевичей наряжал вина при государевом столе в Грановитой палате. В июле 1682 года пожалован в бояре и показан тридцатым среди них, а в сентябре после казни своего отца и брата Андрея, обвинённых в попытке убийства царской семьи и захвате государственной власти, князь Пётр Иванович остался в живых, но не сумел избежать царской опалы. В сентябре того же 1682 года по царскому приказу думный дворянин Леонтий Романович Неплюев прибыл из Севска в Курск, где арестовал его, а 1 октября 1682 года с женой и детьми был передан стольнику А. А. Невлеву, который повёз их из Курска в Нижний Новгород. 29 декабря 1682 года по новому царскому указу П. И. Хованский с семьёй должен был быть отправлен в ссылку «в Кевроль и на Мезень», куда прибыл в феврале 1683 года. Опальному запретили отлучаться со двора, к нему не допускались приезжие, он был лишён возможности вести переписку. В феврале 1684 года с семьёй был переведён в Галич, откуда в августе того же года отправлен в свою деревню Филиппово в Костромском уезде.
В 1689 году после падения царевны Софьи Алексеевны и установления единовластия царя Петра Алексеевича князь Пётр Иванович Хованский был помилован и освобождён из ссылки. В феврале 1690 года ему и двум его родственникам вернули боярство. В 1693—1696 годах воевода в Киеве. В 1703 году показан четырнадцатым среди бояр.

## Критика
М. Г. Спиридов показывает князя Петра Ивановича сыном князя Ивана Никитича Хованского, что подтверждается его службами.
П. В. Долгоруков в Российской родословной книге показывает его сыном Ивана Андреевича Тараруя Хованского.
А. П. Барсуков в своём труде указывает пять представителей рода, современников — Петров Ивановичей Хованских, из которых четыре с чином боярин, указанное на странице воеводство в 1680—1682 годах в Курске относит к другому лицу.